# Luqa
Luqa – jedna z jednostek administracyjnych na Malcie. Mieszka tutaj 5 945 osób. Znajduje się tutaj międzynarodowy port lotniczy Malta. Funkcjonuje tutaj Unione Philharmonic Society, towarzystwo muzyczne i zespół muzyczny powstały w 1880 roku.

## Turystyka
- Kościół parafialny św. Andrzeja (St Andrew's Parish Church), manierystyczno-barokowy, z 1542 roku
- Kaplica Najświętszej Marii Panny (Chapel of St. Mary)
- Kaplica Matki Boskiej Zwycięskiej (Chapel of Our Lady of Victory)
- Kaplica Madonny z Góry Karmel (Chapel of the Madonna of Mount Carmel)
- Colonna Mediterranea, charakterystyczny obelisk

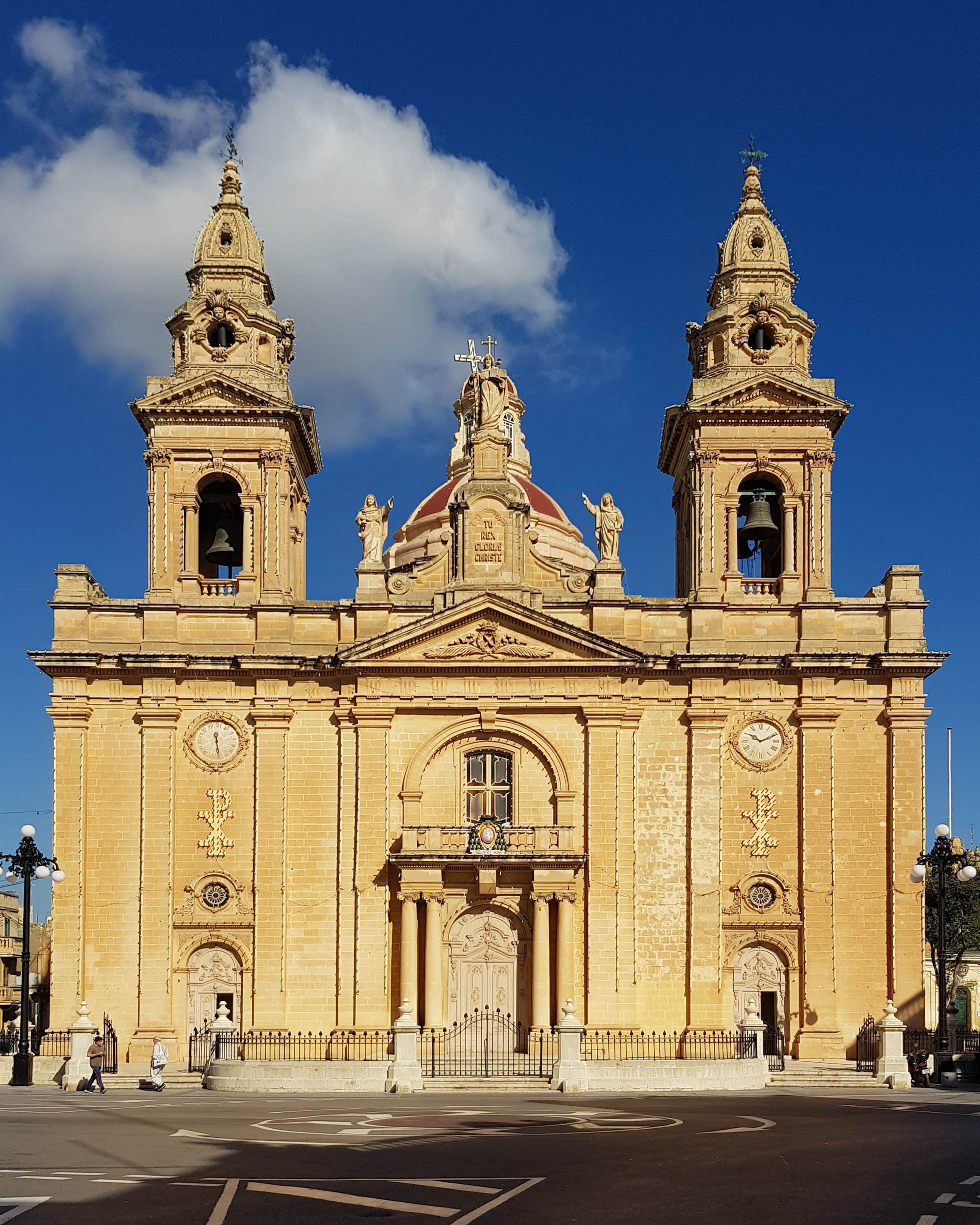
Kościół parafialny św. Andrzeja
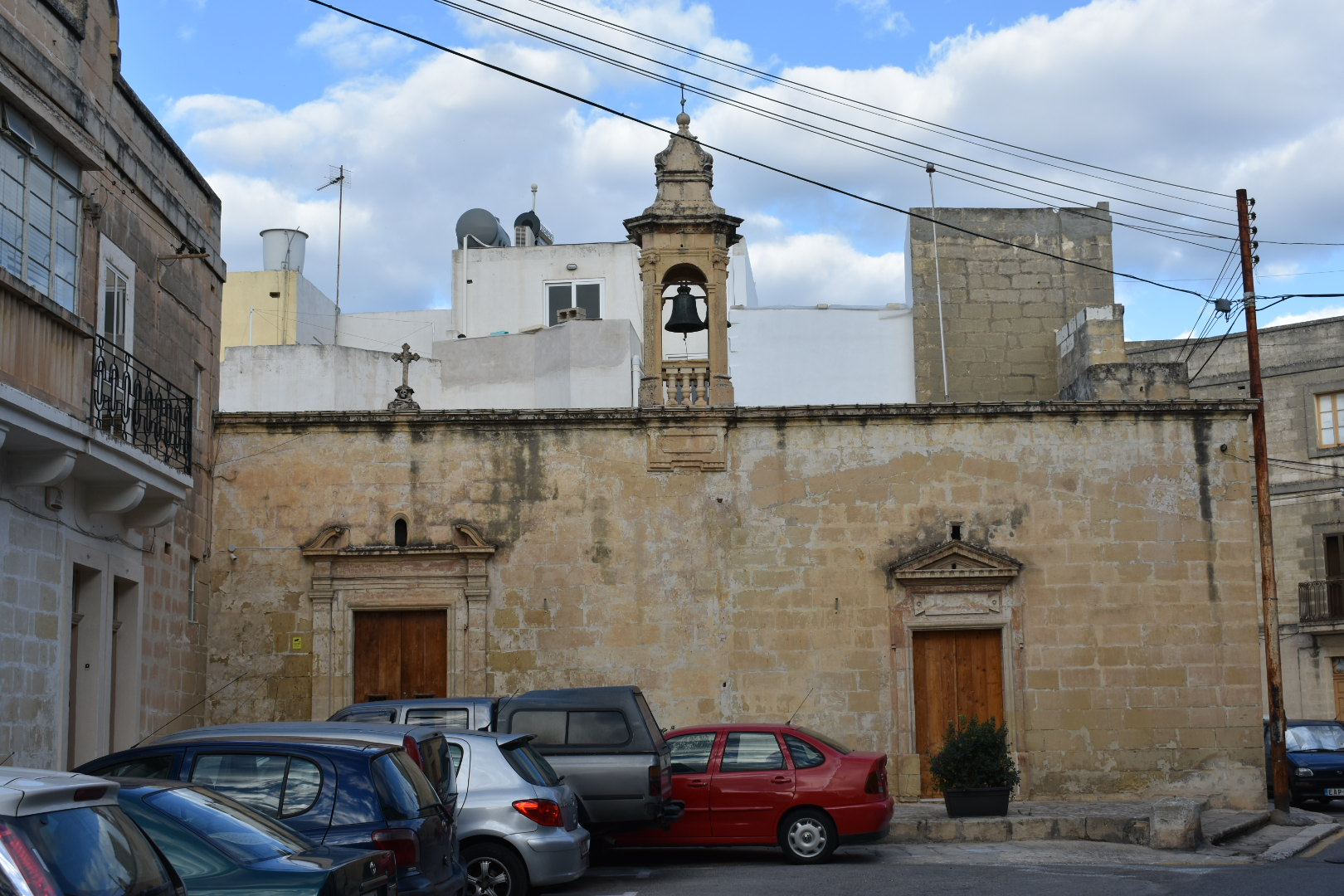
Kaplica Najświętszej Marii Panny
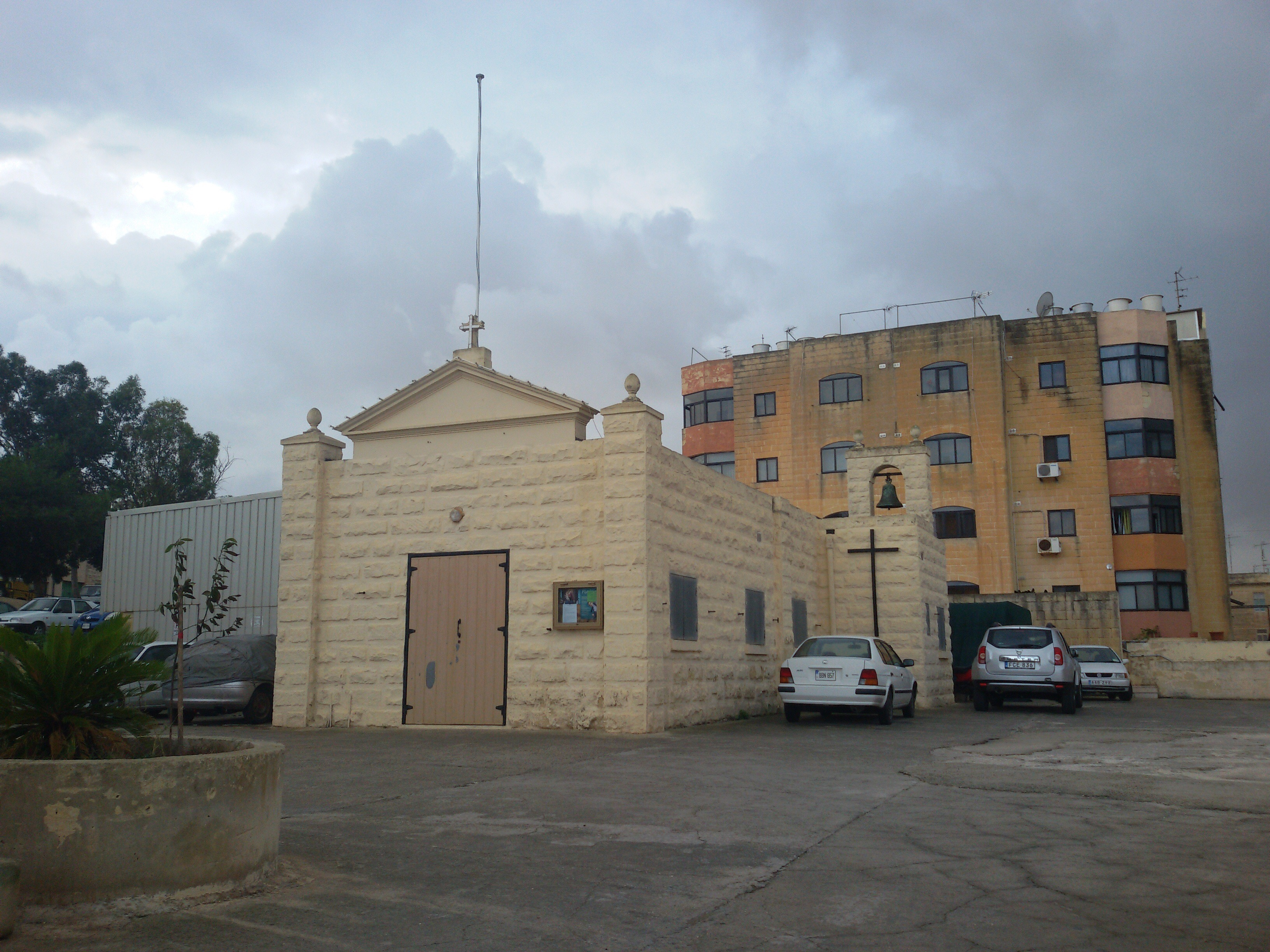
Kaplica Matki Boskiej Zwycięskiej
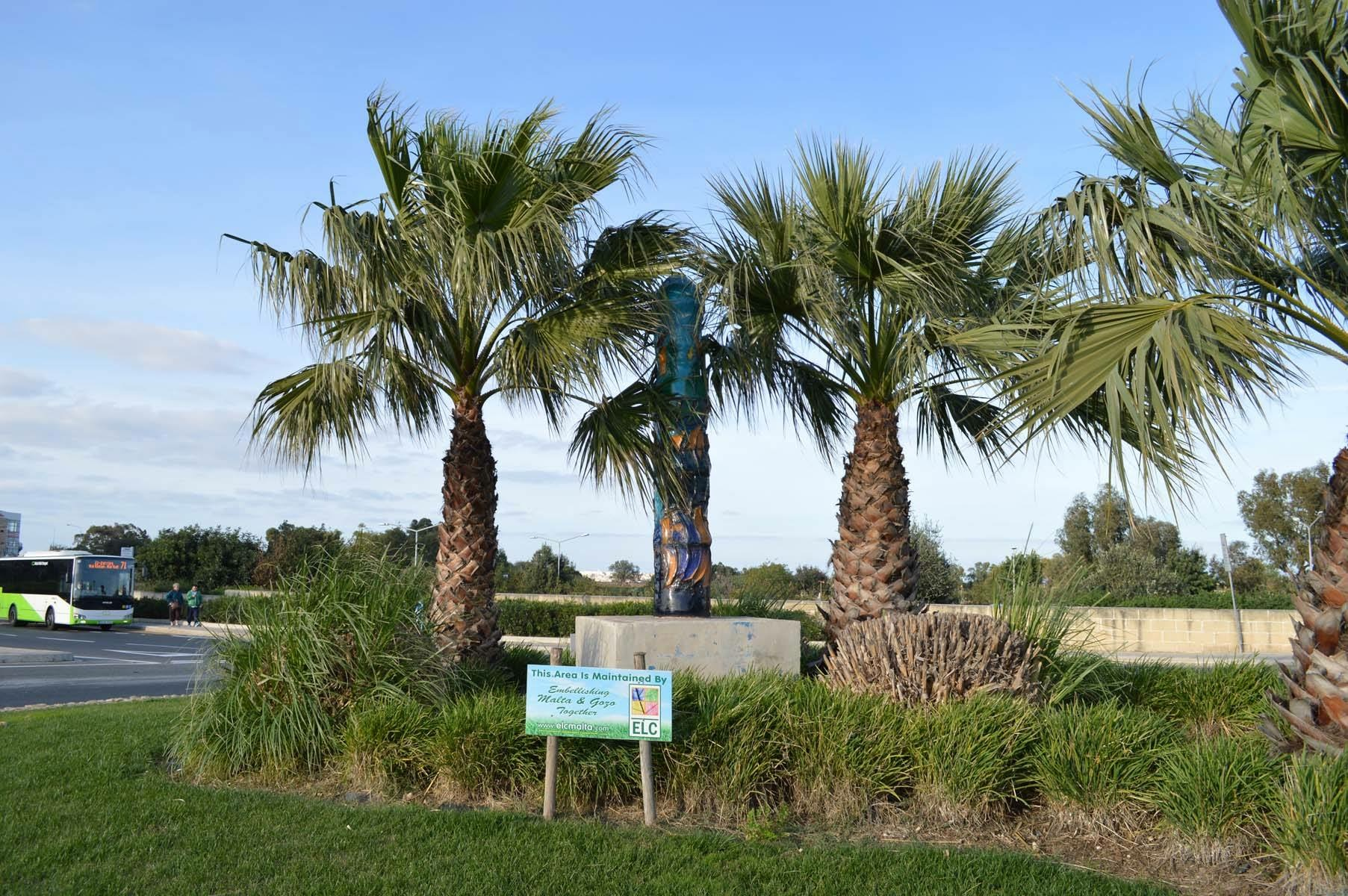
Colonna Mediterranea

## Sport
W miejscowości funkcjonuje klub piłkarski Luqa St. Andrew’s FC. Powstał w 1934 roku. Obecnie gra w Maltese Second Division, trzeciej maltańskiej lidze. 